# Korea Citation Index
O Korea Citation Index é um índice de citação que cobre pesquisas na Coreia do Sul.